# 小行星8865
小行星8865（英語：8865 Yakiimo）是一颗围绕太阳公转的小行星。1992年1月1日，A. Natori、浦田武在清水町发现了此天体。
这颗小行星的绝对星等为261.1002708264083等。